# Nazar (Navarra)
Nazar es una villa y municipio de la Comunidad Foral de Navarra, situada en la merindad de Estella, a 67 km de la capital de la comunidad, Pamplona. 

## Toponimia
El topónimo es de origen desconocido, aunque algún autor menciona la probabilidad de que sea de origen vasco.
En documentos antiguos se menciona como: Naçar, Naçarr (1268, 1277-1280, 1350, 1366, 1532 NEN).El gentilicio es nazarena y nazareno y en euskera nazartarra.

## Geografía
La villa de Nazar está situada en la parte occidental de la Comunidad Foral de Navarra en el Valle de la Berrueza, en la ladera sur de la sierra de Codés, cercana a Yoar y Costalera. Su término municipal tiene una superficie de 9,5 km²  y se encuentra a 746 m. sobre el nivel del mar.
Limita al norte con Santa Cruz de Campezo, Zúñiga y Mendaza, al este con Asarta (Mendaza), al sur con Mirafuentes y  Otiñano (Torralba del Río) y al oeste con Torralba del Río.
|                         | Norte: Santa Cruz de Campezo, Zúñiga y Mendaza |                        |
| Oeste: Torralba del Río |                                                | Este: Asarta (Mendaza) |
|                         | Sur: Mirafuentes y Otiñano (Torralba del Río)  |                        |

### Relieve e hidrografía
Dentro de municipio se distinguen dos zonas de relieve diferentes. Una zona montañosa situada al norte y noroeste, donde destaca la Peña Gallet con una altitud de 1158 m s. n. m. y la Peña Costalera de 1234 m s. n. m., y otra llana situada al sur y este.
Tiene varias fuentes en su demarcación y una con dos caños en el pueblo.

### Geología
En la parte montañosa situada al norte abundan las calizas cretácicas y los conglomerados oligomiocénicos de la sierra de Codés; en el sur los materiales cuaternarios y arcillas con areniscas y limos del Oligo-Mioceno, correspondientes a la depresión tectónica comprendida entre dos fallas que delimitan por el norte y sur la sierra de Codés y las alineaciones serranas que enlazan ésta con el monte Monjardín.

### Clima
El clima de la zona es de tipo mediterráneo continental. Los valores meteorológicos varían según la altitud y orientación de relieve entre 6 °C y 10 °C de temperatura media anual, 800 y 1.400 mm de precipitaciones anuales, produciéndose una media de entre 100 y 120 días lluviosos al año, y la evapotranspiración potencial tiene un índice de 650-700 mm.

### Flora y fauna
De la cubierta vegetal originaria, bastante degradada por la acción antrópica, aún se conservan unas 164 ha. de encinar (carrascal estellés y roble principalmente) y en la parte cercana al pueblo abundan el boj y monte bajo. La fauna se caracteriza por jabalíes, zorros y en los últimos años han proliferado los corzos. Además se siguen manteniendo pequeñas poblaciones de conejo en la zona cercana al pueblo y alguna pareja de liebres al cobijo de las pocas viñas, así como perdices, que se van recuperando en pequeñas poblaciones gracias a la menor actividad cinegética. Por otro lado, las rapaces tienen un excelente cobijo en los roquedos calizos.

## Demografía
Nazar cuenta con una población de 43 habitantes (INE 2024).
| Gráfica de evolución demográfica de Nazar entre 1842 y 2023                                                         |
| |
| Población de derecho según los censos de población del INE Población de hecho según los censos de población del INE |

Despoblado de Desiñana
En 1534 todavía aparece como poblado, según el registro de comptos de 1534. Sin embargo, en 1642, el lugar de Desiñana aparece ya como lugar despoblado de Nazar. 
En 1849, el Diccionario geográfico histórico de Pascual Madoz menciona el despoblado con parte de la iglesia en pie, aunque sin torre y parte de la cubierta destruida. También menciona algunos restos de una ermita, posiblemente dedicada a San Pablo.

## Administración y política
El Ayuntamiento, en la calle La Fuente, está constituido por dos concejales y el alcalde.
Las elecciones de los ayuntamientos de Navarra se rigen por la legislación estatal española, según la cual a los ayuntamientos de hasta 100 habitantes le corresponden tres concejales, entre los cuales se elige al alcalde. En las votaciones para concejales de municipios con población inferior a 250 habitantes y no sometidos a régimen de Concejo Abierto y que tengan menos de 100 habitantes los electores pueden dar su voto a un máximo de 2 candidatos. 
El alcalde de Nazar es, desde las elecciones de mayo de 2023 Pedro Adolfo Bujanda Cirauqui, de la Agrupación Electoral de Nazar. El total de votos fue de 33 (84.61 %), entre los cuales 2 nulos (6,06 %), y hubo 6 abstenciones.
| Partido                                     | Votos | Electo |
| ------------------------------------------- | ----- | ------ |
| A.E.K. (Agrupación Electoral Kostalera)     | 19    | Sí (1) |
| Agrupación Electoral Independiente de Nazar | 31    | Sí (2) |

| Alcalde                          | Inicio de mandato | Fin de mandato | Partido                                       |
| Ignacio Bujanda López de Zubiria | 1979              | 1983           | Agrupación de Electores de la Virgen de Nazar |
| Ignacio Bujanda López de Zubiria | 1983              | 1987           | Agrupación Electoral Nuestra Señora de Loreto |
| Pedro Maria Morrás Arbeo         | 1987              | 1991           |                                               |
| Alfredo Montoya Bujanda          | 1991              | 1995           | IND                                           |
| Alfredo Montoya Bujanda          | 1995              | 1999           | IND                                           |
| Alfredo Montoya Bujanda          | 1999              | 2003           | IND                                           |
| Alfredo Montoya Bujanda          | 2003              | 2007           | IND                                           |
| Alfredo Montoya Bujanda          | 2007              | 2011           | AIEN                                          |
| Alfredo Montoya Bujanda          | 2011              | 2015           | Comisión Gestora                              |
| Alfonso Morras Ruiz de Villalva  | 2015              | 2019           | Independientes                                |
| Javier De Acha Morras            | 2019              | 2023           | Agrupación Electoral Kostalera                |
| Pedro Adolfo Bujanda Cirauqui    | 2023              | En mandato     | Agrupación Electoral de Nazar                 |

## Símbolos
El escudo de armas de la villa de Nazar tiene el siguiente blasón: 

Escudo de Nazar

Trae de sinople y un rastrillo en pal atravesado de dos azadas en sotuer y por una hoz en la parte inferior. Los mangos de estos instrumentos de labranza son de madera y el metal de plata. No son corrientes los blasones en que aparecen aperos de labranza, sin embargo en Navarra, además de esta villa, los usa el pueblo de Beruete en Basaburúa, merindad de Pamplona 

## Historia
Según se tiene documentado, los siglos XII y XIII consta el lugar como un señorío realengo. Se tiene noticia de que en 1175-1176, con la autorización del monarca navarro Sancho VI el Sabio, los vecinos fueron a poblar Los Arcos, según recoge la Gran enciclopedia de Navarra, «con el mismo fuero que los de esta villa. Sin embargo, siguió inscrito Nazar en Navarra cuando el partido de Los Arcos pasó a depender de Castilla (1463). Formó parte entonces del valle de la Berrueza». En esta situación se mantuvo hasta 1665, en que pasó a tener una administración separada del valle al comprar el rey, por 250 ducados, la jurisdicción criminal. Por esta razón, a principios del siglo XIX, el virrey nombraba los justicias siguiendo la propuesta de la villa.
El 27 de octubre de 1822 se registra en las inmediaciones del lugar el revés sufrido por las tropas realistas de la División Real del general Vicente Genaro de Quesada cuando, preparando una marcha sobre Vitoria, fue derrotado a manos de los liberales viéndose obligado con ello a ceder el mando de la División a Santos Ladrón de Cegama, hasta entonces su jefe de Estado Mayor, y retirándose a Francia.
También el lugar, pocos años más tarde, será escenario de la primera guerra carlista con la llamada Batalla de Nazar y Asarta donde las tropas de Tomás de Zumalacárregui, asentadas entre ambas localidades, hacen frente a finales de diciembre de 1833 a los ataques de las columnas de Marcelino de Oraá y de Manuel Lorenzo.
A finales del siglo XVIII había hospital en la localidad y en 1847 el pueblo tenía una escuela de 490 reales. Por otro lado, en la parroquia había un sacerdote elegido entre los vecinos y tres beneficiarios. A principios del siglo XX, la carretera de acceso al pueblo aún no estaba construida.

## Cultura

### Patrimonio
Parroquia de San Pedro. Construida en el siglo XIII, sufrió importantes reformas en el siglo XVI y posteriormente fue ampliada en la época barroca. La planta consta de una nave con doble crucero de brazos rectos y cabecera poligonal, con un coro a los pies. En el exterior, los muros son de mampostería y con sillares en los ángulos. El retablo principal, con la figura principal de San Pedro, es de estilo neoclásico, fechable en el siglo XVIII.
A los pies se encuentra la torre, que conserva la fábrica del siglo XIII en dos de sus cuerpos, y que se remata con el campanario, cúbico, del siglo XVIII, con arcos de medio punto en sus aberturas. La puerta de entrada al templo tiene un arco apuntado con dovelas correspondientes al siglo XVI, aunque el pórtico que antecede se construyó en el siglo XVII.
Ermita de Loreto. Es la única ermita de Nazar que se conserva. Las otras dos, la ermita de Santa Lucía y la del Cristo, han desaparecido. Trazada en el siglo XVI, de estilo gótico renacentista, consta de una sola nave, intacta hasta el inicio de las cubiertas, que se modificaron en el siglo XVIII, con un sistema de pilares adosados y arcos fajones sobre los que se asientan las bóvedas de cañón con lunetos.
El retablo es de tipo barroco, de inicios del siglo XVIII, y conserva una imagen de la Virgen de Loreto fechada en el siglo XIII, gótica pero con vestigios del románico en cuanto a la composición.
Escudos familiares

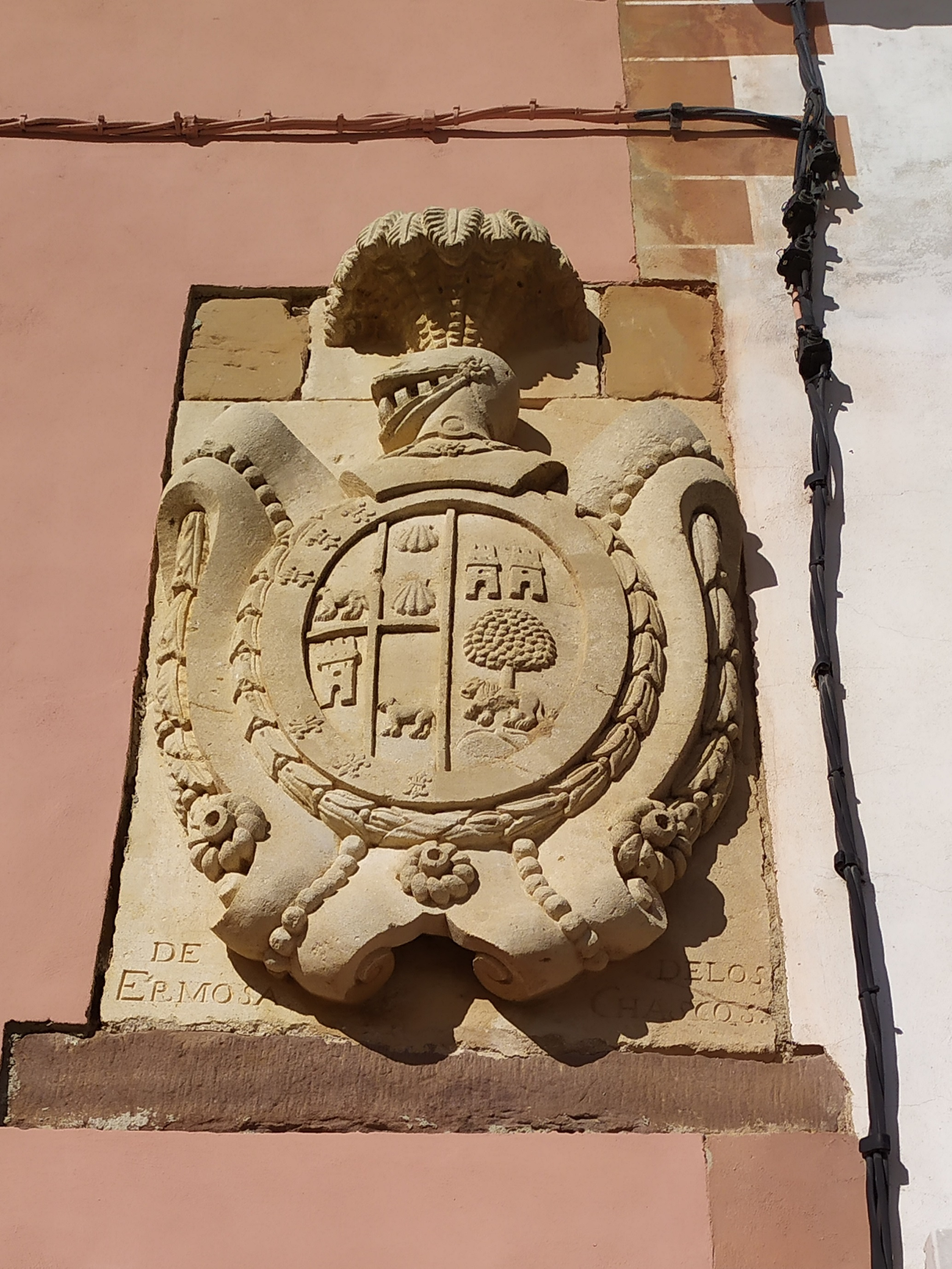
Escudo de Chasco en Nazar

Se conservan dos escudos en sendas casas: uno de ellos, de piedra, neoclásico de principios del XIX, y otro de estilo rococó, de mediados del siglo XVIII.

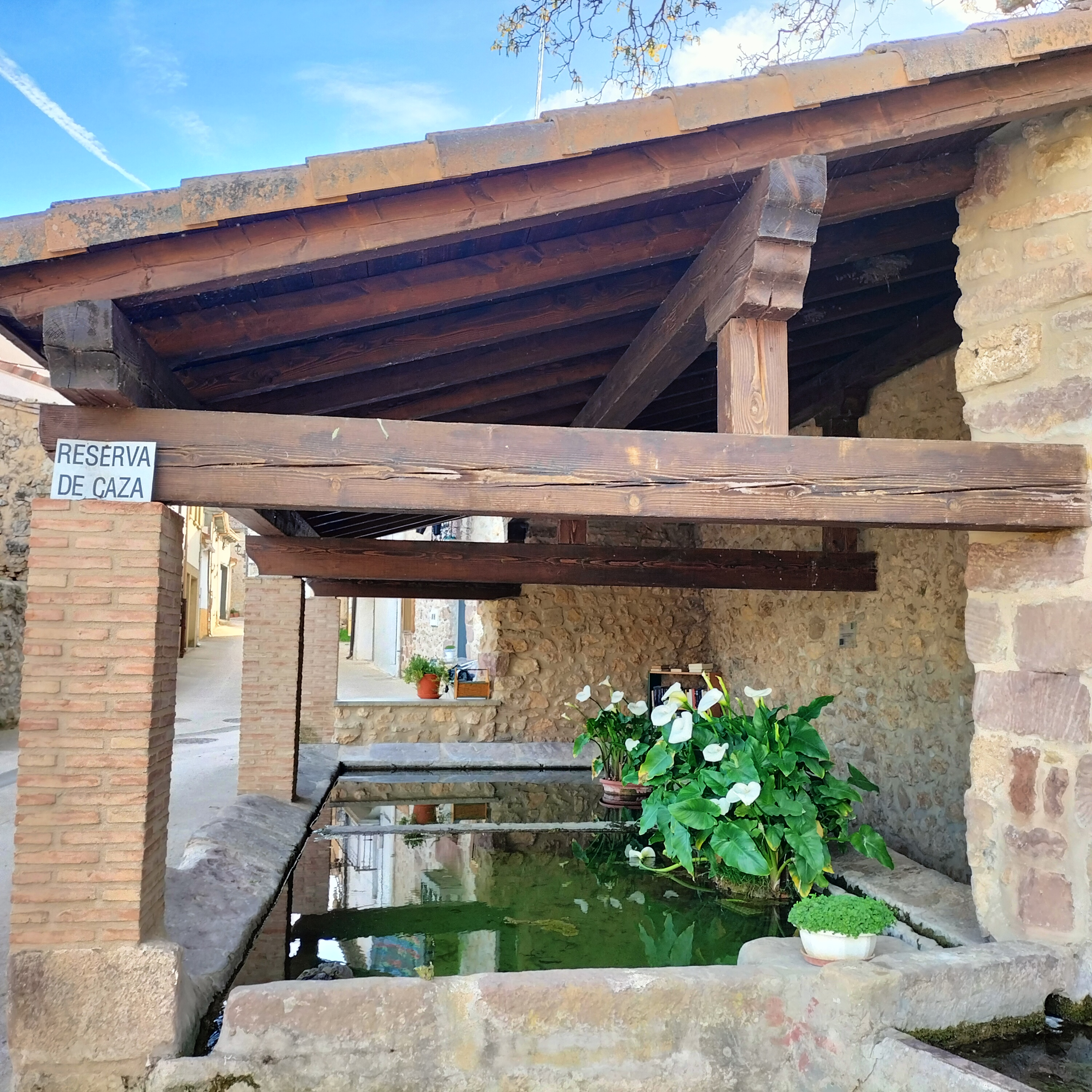
Lavadero
El lavadero se ubica en la calle de La Fuente y se nutre de sus aguas. El agua sobrante de los pozos se aprovecha para regar los huertos.  

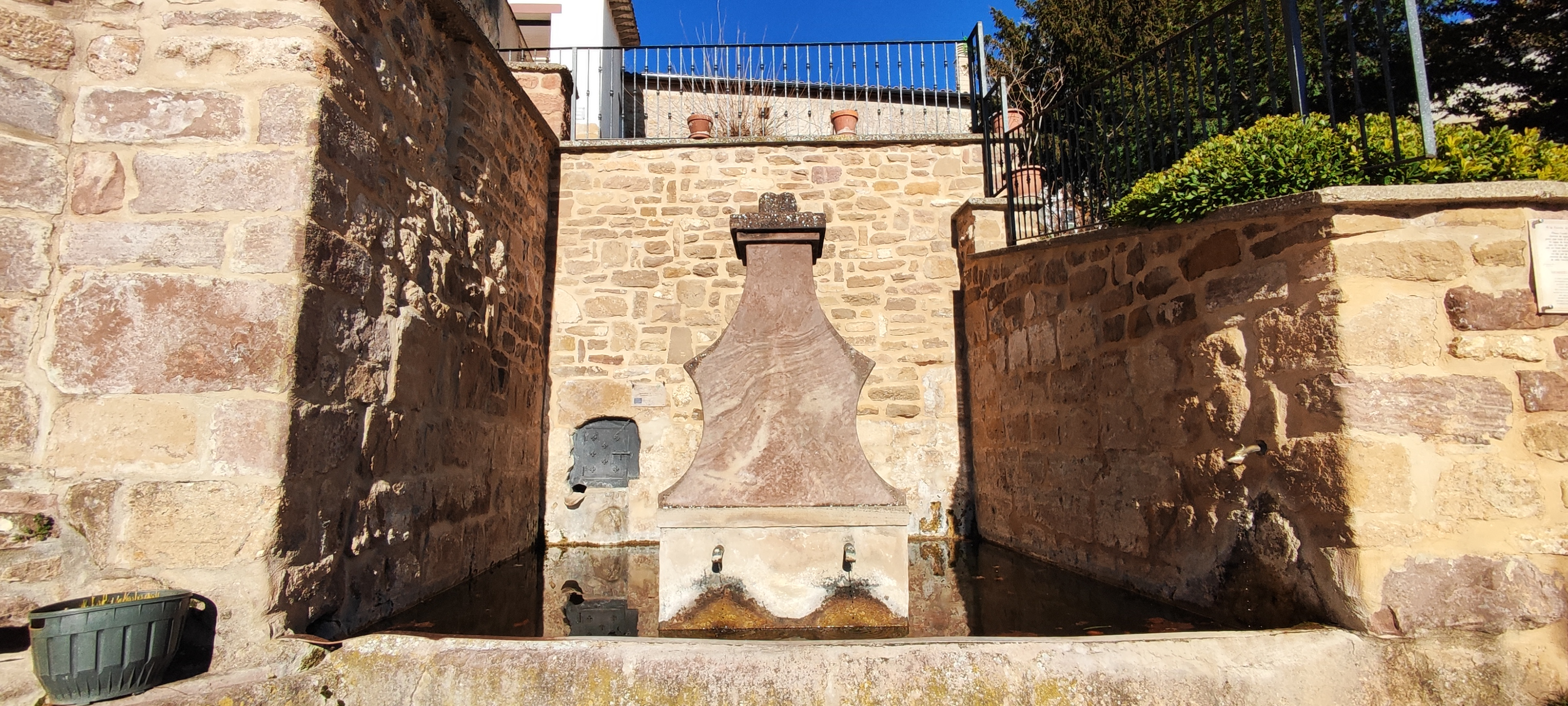
Fuente de dos caños

### Fiestas
Las fiestas se celebran a finales del mes de agosto, pero también tienen relevancia los actos en honor a la Virgen de Loreto, el 10 de diciembre, cuya imagen se encuentra en la ermita de su nombre. Esta celebración se hace la víspera, el día 9, con una hoguera que se enciende al atardecer delante de la ermita y en la que se asan patatas y chorizo en las brasas.
Además se celebra el día de San Isidro, el 15 de mayo, festividad en que se baja la Virgen de Loreto desde la ermita a la iglesia. Asimismo en mayo se recibe la cabeza de plata de San Gregorio Ostiense para bendecir los campos, ya que, según la tradición de varios siglos, es el protector de los campos (plagas, seguías, etc.) y que en un momento dado de la historia, especialmente en el siglo XVIII, tuvo gran importancia no solo en la región sino en numerosos lugares a los que se enviaba la reliquia del santo.

### Lenguas
Según la Ley Foral del Euskera aprobado por el Gobierno de la Comunidad Foral de Navarra, Nazar es un municipio de la zona mixta en cuanto al euskera se refiere y, en consecuencia, toda su ciudadanía tiene derecho a utilizar tanto el euskera como el castellano al dirigirse a las administraciones públicas de Navarra.